# Капранов, Василий Логвинович
Василий Логвинович Капранов (12 апреля 1904, Белая Церковь, Киевская губерния — 1950, Чернигов, Украинская ССР) — советский партийный деятель, в годы Великой Отечественной войны участник партизанского движения на оккупированной территории СССР, председатель Черниговского облисполкома.

## Биография
Родился 12 апреля 1904 года в городе Белая Церковь.
Член ВКП(б) с 1926 года.
Находился на ответственной партийной и хозяйственной работе.
В 1941—1949 годах — заместитель председателя исполнительного комитета Черниговского областного совета депутатов трудящихся.
Участник Великой Отечественной войны с 1941 года. В 1941 году был избран членом Черниговского подпольного областного комитета КП(б)У. Затем — заместитель командира Черниговского областного партизанского соединения, занимался материально-техническим обеспечением партизан и подпольщиков.
В 1949—1950 годах — председатель исполнительного комитета Черниговского областного совета депутатов трудящихся.
Был похоронен в сквере имени Попудренко в центральной части города Чернигова. В июле 2017 года перезахоронен на Черниговском городском кладбище.

## Награды
- орден Трудового Красного Знамени (23.01.1948)
- ордена
- медали